# ژیروونیتسا (باتوچینا)
ژیروونیتسا (به صربی: Žirovnica) یک منطقهٔ مسکونی در صربستان است که در باتوچینا واقع شده‌است. ژیروونیتسا ۷۴۲ نفر جمعیت دارد و ۲۱۱ متر بالاتر از سطح دریا واقع شده‌است.